# 川端義明
川端 義明（かわばた よしあき、1951年〈昭和26年〉10月7日 - ）は、元NHKのエグゼクティブアナウンサーで 現在はフリーアナウンサー、声優。

## 略歴
- 1975年3月 - 京都市立日吉ヶ丘高等学校を経て立命館大学を卒業。
- 1975年4月 - 近畿放送ADを経て、NHKにアナウンサーとして入局、放送界入り[4]。
- 2008年7月 - NHKサービスセンターに転籍、NHKホール支配人に[4]。
- 2015年4月 - 立命館大学客員教授[4]。
- 2015年7月 - NHKホール主幹[4]。
- 2015年9月 - NHKを退職[5]。立命館大学メディア塾塾頭[4]。
- 2016年2月2日 - 81プロデュースに所属、声優活動も行う。
- 2017年3月 - 立命館大学客員教授を退任。フリーアナウンサーとして活動[2][6]。

## 人物
立命館大学では立命館大学放送局に所属。
アナウンサーの海平和のファン。
1975年、アナウンサーとしてNHKに入局（同期入局のアナウンサーには長田弘之、小野智史、加藤行輝、川上規子、小板橋靖夫、
金野正人、後藤繁榮、桜井洋子、佐藤充宏、志摩悦二郎、島田稔、末田正雄、鈴木桂一郎、周山制洋、高橋洋之、高橋佳久、徳田章、花田和明、三宅民夫、山極裕、山下信、渡辺幹雄）、室蘭に配属。その後、山形、宇都宮を経て1985年8月に東京アナウンス室に異動、報道リポーターを担当。その他、報道局特報部G1グループを兼務、『NHK特集 土地は誰のものか』プロジェクトに出向し制作にも参加する。NHKのニュースキャスターとしては1990年代を中心に活躍し1989年1月7日、昭和天皇崩御の第一報を担当、阪神大震災など歴史的瞬間に立ち会い1996年には『NHKスペシャル』「阪神大震災シリーズ」キャスターでの評価でギャラクシー賞優秀賞を受賞する。
1991年3月、アナウンス室チーフアナウンサー兼放送ニュースセンター。
2000年6月にはアナウンス室エクゼブティブ・アナウンサー（特別職）に就任。
2003年6月2日にNHK沖縄放送局局長に就任しアナウンス職を離れる。その際、2000年の沖縄サミットをはじめ、何度も沖縄を訪れている事から「空が青く空気が透き通っているというのが沖縄の印象。地方放送局長への異動の話が出た時に、沖縄を希望したらその通りになった。」と述べている。その後、放送総局ラジオセンター長（2006年7月）、視聴者総局視聴者サービス局長（2007年7月）を歴任後、2008年7月、NHKサービスセンターに転籍しNHKホール支配人に就任。
2015年4月、立命館大学客員教授に就任。
2015年7月、NHKホール主幹に。
2015年9月、NHKを退職し 作家の手嶋龍一、吉岡忍らと立命館大学東京キャンパスにて「ジャーナリストの志」を伝える目的として立命館大学メディア塾を開講する。

## NHK時代の出演番組
報道番組
| 期間      | 期間      | 番組名                | 役職                              |
| --------- | --------- | --------------------- | --------------------------------- |
| 1988年4月 | 1989年3月 | NHKモーニングワイド   | 土曜日メインキャスター            |
| 1989年4月 | 1990年3月 | NHKモーニングワイド   | 平日6時台のみでのメインキャスター |
| 1990年4月 | 1991年3月 | NHKニュース (正午)    | 平日担当キャスター                |
| 1991年4月 | 1993年3月 | NHKニュース (午後7時) | 平日メインキャスター              |
| 1993年4月 | 1995年3月 | NHKニュース7          | 平日メインキャスター              |
| 1998年4月 | 1999年3月 | NHKニュース9          | キャスター                        |
| 1999年4月 | 2003年5月 | NHK週刊ニュース       | メインキャスター                  |

中継担当・特別番組
- 各種リポート
  - 有珠山噴火（1977年）
  - 日航ジャンボ機墜落事故（1985年）[1]
- NHKスペシャル（1995年4月）キャスター
  - 「オウム真理教」2本シリーズ
  - 「阪神大震災シリーズ」を1年間担当。
- さわやかインタビュー
- BSスペシャル
- 国会中継
- 小渕前首相をしのぶ（2000年5月15日）
- 選挙特別番組キャスター

## 声優

### ラジオドラマ
- 放送90年 特集オーディオドラマ ニッポン・ローリング・デイズ〜浅草レビュー青春物語〜（2015年）[11]

### 音声ドラマ
- 長屋王残照記（2016年）ナレーション - 81レーベル第2弾　81プロデュース35周年企画[12]。